# Bathione humboldtensis
Bathione humboldtensis là một loài chân đều trong họ Bopyridae. Loài này được Pardo, Guisado & Acuña miêu tả khoa học năm 1998.